# Haloragis prostrata
Haloragis prostrata är en slingeväxtart. Haloragis prostrata ingår i släktet Haloragis och familjen slingeväxter.

## Underarter
Arten delas in i följande underarter:
- H. p. coquana
- H. p. prostrata
- H. p. tuvaluensis